# Horsens Kvindeseminarium
Horsens Kvindeseminarium var et lærerseminarium i Horsens i årene 1878–1918. Det blev oprettet på initiativ af pastor Andresen og adjunkt Emil Buchwald.
Emil Buchwald blev seminariets første forstander, men samtidig bevarede han sin ansættelse som lærer på Horsens Statsskole. I begyndelsen var uddannelsen 2-årig, og man klarede sig de første 19 år med lejede lokaler på Teknisk Skole i Allégade i Horsens. En ny lov af 1894 stillede krav, der gjorde, at man lod bygge et seminarium med tilhørende børneskole (øvelsesskole) i Ryesgade 5. Arkitekten var Hektor Frederik Janson Estrup, der boede og virkede i Horsens fra 1882 til sin død i 1904. Grundstenen blev lagt 15. september 1896, og den nye bygning blev indviet i april 1897.
Fra 1907-1910 var komponisten Aage Emborg musik- og sanglærer ved seminariet, og 1910–1913 var det hans bror Ejnar Emborg.
Emil Buchwald giftede sig med en tidligere elev fra kvindeseminariet, Sørine, og hun dannede sammen med manden forstanderpar, men hans engagement med fortsat ansættelse på statsskolen gjorde, at ledelsen — på et tidspunkt hvor stillingsbetegnelsen inspektor endnu ikke fandtes — efterhånden i stigende grad blev varetaget af Johanne Louise Mohr, der blev ansat som dansk- og historielærer i 1907. Frøken Mohr var flyttet fra Slagelse til Horsens, fordi hendes livsledsagerske gennem 45 år, Louise Wilhelmine Branner (1863-1945), var blevet ansat på Horsens Statsskole efter at have afhændet den privatskole, hun ejede i Slagelse, og hvor frøken Mohr havde været ansat. Dengang tilskrev man ikke kvinder en udfarende seksualitet, så ingen tog anstød af, at to lesbiske kvinder boede sammen.
I 1915 overtog fr. Mohr forstanderstabet. Men nedgangstider for de private seminarier førte til, at statmagten overvejede rationaliseringsgevinster. Man havde endnu den forestilling, at der var en idé i at uddanne mænd og kvinder på separate seminarier. Man ville have et statsligt kvindeseminarium, og ud over Horsens var Femmers Kvindeseminarium i København med i overvejelserne, men resultatet blev, at staten overtog Ribe Seminarium, Kvindeseminariet i Horsens blev nedlagt, og J.L. Mohr blev overflyttet til at være forstanderinde i Ribe.
Efter kvindeseminariets nedlæggelse i august 1918 blev bygningerne brugt som husvildeboliger indtil sommeren 1923, hvor Ryesgades Skole begyndte som folkeskole på stedet.

## Forstandere
- 1878–1915 Emil Buchwald, lærer på Horsens Statsskole
- 1915–1918 Johanne Louise Mohr (1869–1942)

## Dimittender
- 1882 Marie Christensen (1860-1935), bestyrelsesmedlem i Danmarks Lærerforening og Dansk Kvindesamfund
- 1914 Grete Glahn (1892-1958), skoleinspektør og skoledirektør i Vejle
- 1918 Ellen Bonnesen (1895-1982) født Wallich Schmidt, lærer, forfatter